# (612581) 2003 QX111
(612581) 2003 QX111 est un objet transneptunien de magnitude absolue 6,8.
Son diamètre est estimé à environ 440 km ce qui le qualifie comme un candidat au statut de planète naine.